# IC 2601
IC 2601 је елиптична галаксија у сазвјежђу Велики медвјед која се налази на листи објеката дубоког неба у Индекс каталогу.
Деклинација објекта је + 72° 19' 25" а ректасцензија 10h 47m 13,3s. Привидна величина (магнитуда) објекта IC 2601 износи 14,7 а фотографска магнитуда 15,7. IC 2601 је још познат и под ознакама MCG 12-10-78, CGCG 333-53, NPM1G +72.0079, PGC 32187.